# Повітряні сили Болгарії
Військово-повітряні сили Болгарії (болг. Военновъздушни сили, трансліт. Voennovazdushni sili) — вид збройних сил у складі Збройних сил Болгарії. Його місія полягає в охороні та захисті суверенітету повітряного простору Болгарії, а також разом з іншими гілками захисту територіальної цілісності. Повітряні сили Болгарії є одними з найстаріших повітряні сили в Європі та світі. Останнім часом вона бере активну участь у численних місіях НАТО та навчаннях в Європі.
Нинішнім командувачем ВПС Болгарії є генерал-майор Дімітар Христов Петров.

## Історія
Історія болгарських військово-повітряних сил починається в кінці 19 століття, коли на Міжнародному ярмарку в Пловдиві в 1892 році два лейтенанти болгарської армії літали на французькій повітряній кулі «La France». Пізніше, захоплені польотом, їм вдалося переконати командування, що Болгарії потрібна «авіаційна частина». 20 квітня 1906 року було створено «Відділ повітроплавства», метою якого було управління розвідувальними аеростатами болгарської армії. Командиром призначили лейтенанта Василя Златарова. Перше покоління болгарських авіаторів проходило підготовку на повітряній кулі під назвою «Софія-1», побудованому Златаровим з матеріалів, закуплених у Російської імперії.
15 жовтня 1912 року авіація під час Першої Балканської війни отримала наказ на розвідку турецької армії, включаючи відомості про її чисельність і положення в районі Едірне. Виконуючи цей наказ, 16 жовтня двоє болгарських пілотів — Радул Мілков і Продан Таракчієв — здійснили розвідувальний політ над містом. Під час цього ж польоту вони скинули бомби над залізничною станцією в Караагачі. Вони залишаються першими пілотами в історії болгарської авіації, які здійснили бойовий політ.

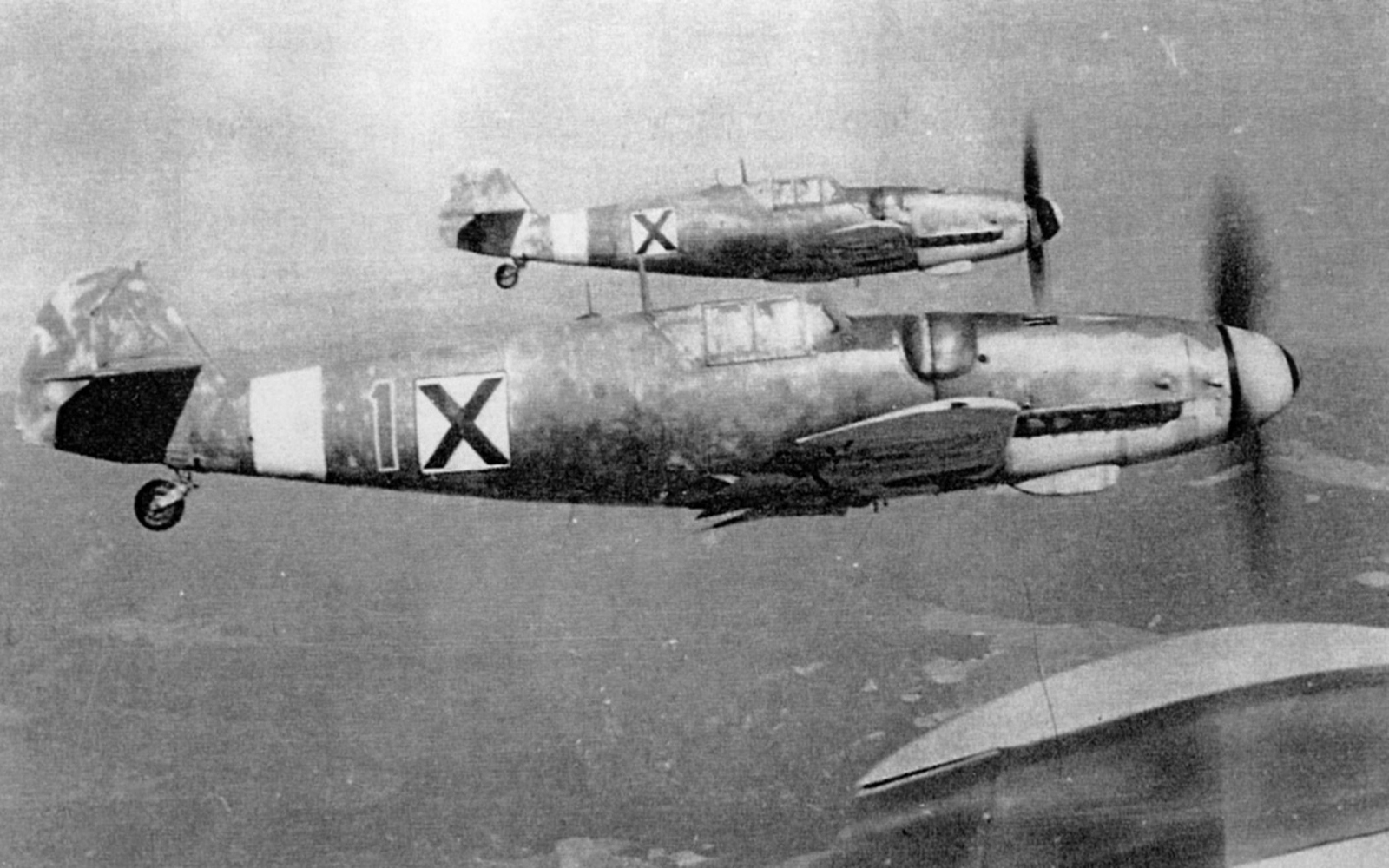
Болгарські літаки Messerschmitt Bf 109 у 1944 році.

До 1944 Болгарські ВПС брали участь в коаліції країн Осі, головним чином обороняючи Болгарії від англійських та американських бомбардувальників.
Після вересня 1944 р. Болгарія стала воювати на боці СРСР. ВПС використовувалися у штурмових діях — участь брали Ju-87, Do-17 і Bf-109G-6. У цей період ВПС здійснили 3744 бойові вильоти, знищили 25 німецьких літаків (на землі), 85 батарей, 694 бойові машини, 23 паровози, 496 вагонів.
Протягом 1950-х років Болгарія отримала 14 літаків Іл-28Р (і один навчальний Іл-28У), до яких на початку 1960-х додалися 12 МіГ-15бісР.

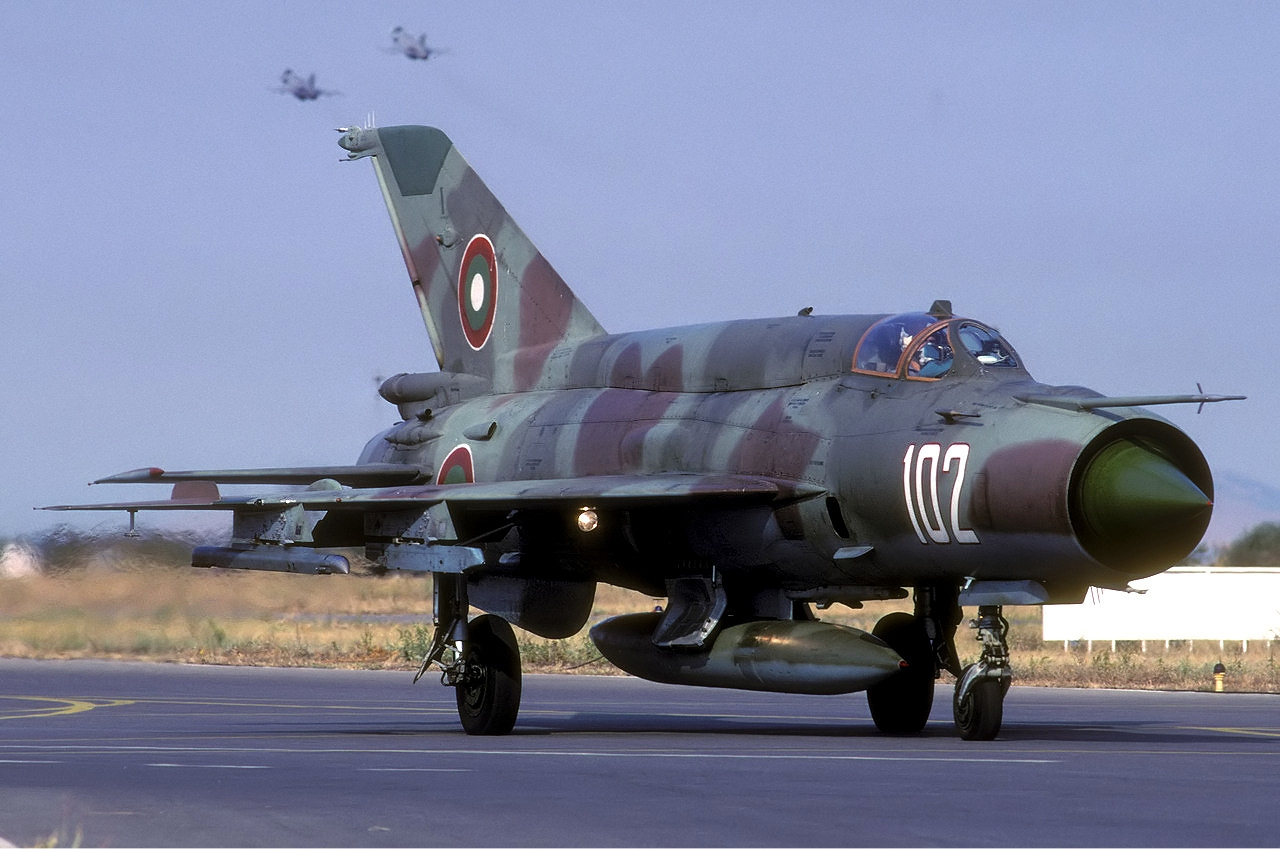
МіГ-21біс ВПС Болгарії у 2003 році

У 1974—1975 році Болгарія отримала 20 МіГ-21МФ та 39 МіГ-21У.
У 1970-х на озброєння надійшов МіГ-23 у варіантах МФ, БН, УБ, МЛА, МЛД.
В листопаді 1982 року, три МіГ-25РБТ (серійні номери: 731, 736 та 754) та один двомісний навчально-тренувальний МіГ-25РУ (серійний номер: 51) прибули на аеродром Добрич у північно-східній Болгарії. Згодом літаки надійшли на озброєння 26-го розвідувального авіаполку для ведення фото- та радіоелектронної розвідки.
2 квітня 1984 року сталася трагедія: через погану погоду на МіГ-25РБТ закінчилося паливо, і пілот був змушений катапультуватися.
Болгарія отримала 18 Су-22М4 і 3 навчальних Су-17УМ3. Су-22М4 надійшли трьома траншами по шість машин, причому перші шість літаків надійшли в розібраному стані влітку 1984 року. Перший політ в небі Болгарії з болгарським пілотом здійснив 18 вересня того ж року навчальний варіант Су-17М3. Останні шість Су-22М4 були отримані в 1988 році. Су-22 надійшли на озброєння 26-го розвідувального авіаційного полку, який базувався під Добричем, замінивши розвідувальні МіГ-17. До 1989 року, коли надійшли перші МіГ-29, Су-22 вважався найсучаснішим бойовим літаком Болгарії.
У 1989 році отримали 22 МіГ-29 — 18 штук у варіанті 9-12 і 4 МіГ-29УБ.
У травні 1991 року три залишені літаки МіГ-25 востаннє перетнули повітряний простір Болгарії і перелітили у Росію в обмін на поставлені з Росії 5 МіГ-23МЛД.
Авіабаза Добрич закрилася в 2002 році.
У січні 2005 року Болгарія уклала контракт з Eurocopter на 12 вертольотів AS.532 AL Cougar.
ВПС Болгарії отримали перший військово-транспортний літак C-27J із шести замовлених у 2006 році.
Уряд Болгарії замовив у листопаді 2018 року, капітально-відновлювальний ремонт восьми Су-25 на підприємстві ВАТ «558-й авіаційний ремонтний завод» у Барановичах, Білорусь. Вартість контракту склала 49,2 мільйони доларів.
У 2018 році уряд Болгарії уклав контракт на ремонт та модернізацію восьми винищувачів МіГ-29 з російською корпорацією «МиГ». Вартість підряду складала 40 мільйонів євро. Російська оборонна корпорація РСК «МиГ» виплатила уряду Болгарії 186 тисяч євро штрафних платежів, ще близько 650 тисяч євро було виплачено до кінця березня 2021 року.
Причина накладання штрафних санкцій — РСК «МиГ» фактично зірвала строки ремонту та модернізації восьми болгарських винищувачів МіГ-29.
У серпні 2019 року болгарський парламент повторно виділив фінансування для придбання восьми винищувачів F-16V, після того, як президент Румен Радев наклав вето на угоду.
В 2019 рокі Болгарія підписала контракт на отримання 8 F-16V Block 70, вартість контракту склала 512 млн доларів. На початку червня 2020 року перші чотири пілоти вирушили в США на навчання. У вересні 2023 Компанія Lockheed Martin уклала контракт з Міністерством оборони Болгарії на виробництво другої партії винищувачів F-16V Block 70/72 на ще 8 штук. Вартість угоди оцінюють у 151.3 мільйони доларів. Виробництво другої партії винищувачів F-16 розраховане до 2027 року з передачею літаків двох партій до 2030 року. Крім літаків країна замовила відповідне озброєння, а також матеріально-технічний пакет для обслуговування літаків. F-16V Block 70/72 мають замінити радянські винищувачі МіГ-29.
Перший винищувач F-16 Block 70 для повітряних сил Болгарії здійснив випробувальний політ 22 жовтня 2024 року.
2 квітня 2025 року на авіабазі «Граф Ігнатьєво» відбулась церемонія прийому нового бойового літака F-16D (V) Block 70. Решта п’ять літаків в рамках першого контракту мають прибути у Болгарію до кінця 2025 року. Другий контракт буде реалізований до кінця 2027 року.

## Структура
- Командування та штаб ВПС (Софія)
  - База командування, контролю та спостереження. Створена в липні 2012 р. До її складу входять радіотехнічні підрозділи, зв'язок, інформаційне та навігаційне забезпечення, органи управління, військові органи управління повітряним рухом, гідрометцентр ВПС, авіаційно-технічна база.(Софія)
  - 3-тя авіаційна база
  - 24-та авіаційна база (Крумово)
  - 16-та авіаційна база (Софія, Враждебна)
  - 22-га авіаційна база
  - 1-ша зенітно-ракетна база (Софія, Божуриште)
    - Зенитно-ракетний полігон «Шабла»

  - База спеціальної техніки командування ВПС. Колишня база відпочинку «Варна-2».
    - Військове формування «42130 — Боровец»
    - «26810 — Попово»
    - Центр спеціалізованої підготовки льотного складу ВПС (Варна)

  - Центр документального забезпечення Командування Повітряних Сил
  - Рота військової поліції Командування ВПС

Структури, які безпосередньо пов'язані з діяльністю ВПС, але поза їхньою структурою є:
- Вище військово-повітряне училище «Георгій Бенковський» (Дольна Митрополія)
- Авіаційний ремонтний завод "Авіонамс. 2 серпня 2016 року уряд Болгарії оголосив про перехід заводу у державну власність.

## Оснащення Повітряних сил Болгарії
| Тип                         | Фото          | Виробництво/Країна        | Призначення                       | Варіант                 | Кількість     | Примітки                                                        |
| Бойові літаки               | Бойові літаки | Бойові літаки             | Бойові літаки                     | Бойові літаки           | Бойові літаки | Бойові літаки                                                   |
| --------------------------- | ------------- | ------------------------- | --------------------------------- | ----------------------- | ------------- | --------------------------------------------------------------- |
| F-16 Fighting Falcon        |               | США                       | Багатоцільовий винищувач          | F-16V                   | 1/16          | Замовлено 16 літаків. 2 квітня 2025 року отримано перший літак. |
| МіГ-29                      |               | СРСР                      | Багатоцільовий винищувач          | МіГ-29, МіГ-29УБ        | 21            |                                                                 |
| Су-25                       |               | СРСР                      | Штурмовик                         | Су-25, Су-25УБ          | 7             |                                                                 |
| Навчальні літаки            |               |                           |                                   |                         |               |                                                                 |
| Aero L-39                   |               | Чехія                     | Навчально-тренувальний літак      |                         | 14            |                                                                 |
| Pilatus PC-9                |               | Швейцарія                 | Навчально-тренувальний літак      |                         | 6             |                                                                 |
| Транспортний літак          |               |                           |                                   |                         |               |                                                                 |
| Ан-2                        |               | СРСР                      | Транспортний літак                |                         | 1             | використовується для навчання Десант                            |
| Ан-26                       |               | Україна                   | Транспортний літак                |                         | 1             |                                                                 |
| Ан-30                       |               | СРСР                      | Транспортний літак                |                         | 1             |                                                                 |
| Let L-410 Turbolet          |               | Чехія                     | Транспортний літак                | L-410UVP-E              | 2             |                                                                 |
| Alenia C-27J                |               | Італія                    | Військово Транспортний літак      |                         | 5             |                                                                 |
| Airbus A318                 |               | Франція                   | Транспортний літак                |                         | 1             | Призиденський літак                                             |
| Pilatus PC-12               |               | Швейцарія                 | Транспортний літак                |                         | 1             |                                                                 |
| Dassault Falcon 2000        |               | Франція                   | Транспортний літак                |                         | 1             |                                                                 |
| Гелікоптери                 |               |                           |                                   |                         |               |                                                                 |
| Bell Helicopter Textron 206 |               | США                       | Багатоцільовий гелікоптер         |                         |               | Замовлено 6 вертольотів                                         |
| Мі-17                       |               | СРСР                      | Багатоцільовий гелікоптер         |                         | 10            |                                                                 |
| Мі-24                       |               | СРСР                      | Багатоцільовий Ударний гелікоптер |                         | 6             |                                                                 |
| Eurocopter AS532 AL Cougar  |               | Франція Європейський Союз | Багатоцільовий гелікоптер         | Eurocopter AS532 Cougar | 12            |                                                                 |
| Системи ППО                 |               |                           |                                   |                         |               |                                                                 |
| С-300                       |               | СРСР                      | ЗРК середнього радіусу дії        |                         | 10            |                                                                 |
| Оса                         |               | СРСР                      | ЗРК                               |                         | 24            |                                                                 |
| Куб                         |               | СРСР                      | ЗРК                               |                         | ~             | Кількість невідома                                              |
| С-200                       |               | СРСР                      | ЗРК дальньої дії                  |                         |               | 1 дивізіон                                                      |
| Стріла-1                    |               | СРСР                      | ЗРК ближнього бою                 |                         | 50            |                                                                 |